# Parigné
Parigné (bretonisch: Parinieg; Gallo: Parinyaè) ist eine französische Gemeinde mit 1.301 Einwohnern (Stand: 1. Januar 2022) im Département Ille-et-Vilaine in der Region Bretagne; sie gehört zum Arrondissement Fougères-Vitré und zum Kanton Fougères-2. Die Einwohner werden Parignéens genannt.

## Geographie
Die Gemeinde Parigné liegt am Nançon, etwa acht Kilometer nördlich von Fougères.

### Nachbargemeinden
Umgeben ist Parigné von den Nachbargemeinden Villamée im Norden, Louvigné-du-Désert im Nordosten, Landéan im Osten, Laignelet im Südosten und Süden, Lécousse im Süden und Südwesten, Saint-Germain-en-Coglès im Südwesten und Westen sowie Le Châtellier im Westen und Nordwesten.

## Bevölkerungsentwicklung
| Jahr          | 1962 | 1968 | 1975 | 1982 | 1990 | 1999 | 2006 | 2013 | 2020 |
| Einwohner     | 976  | 965  | 911  | 1046 | 1068 | 1133 | 1257 | 1314 | 1328 |
| Quelle: INSEE |      |      |      |      |      |      |      |      |      |

## Sehenswürdigkeiten
- Augustinerkloster Notre-Dame-d'Esperance
- Kirche Notre-Dame aus dem 19. Jahrhundert
- Kapelle Saint-Roch
- Schloss Le Bois-Guy aus dem 18. Jahrhundert
- Wasserturm

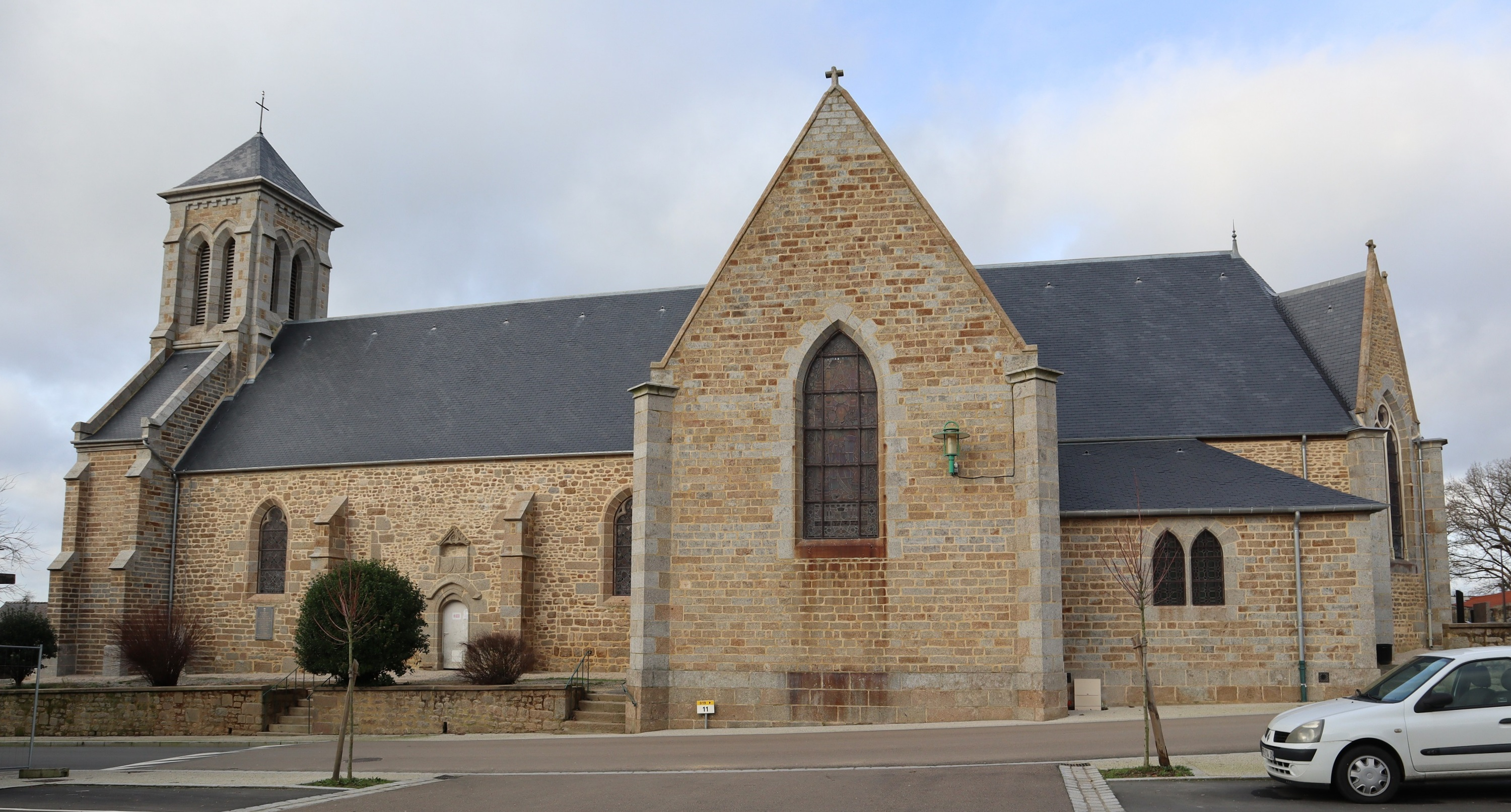
Kirche Notre-Dame
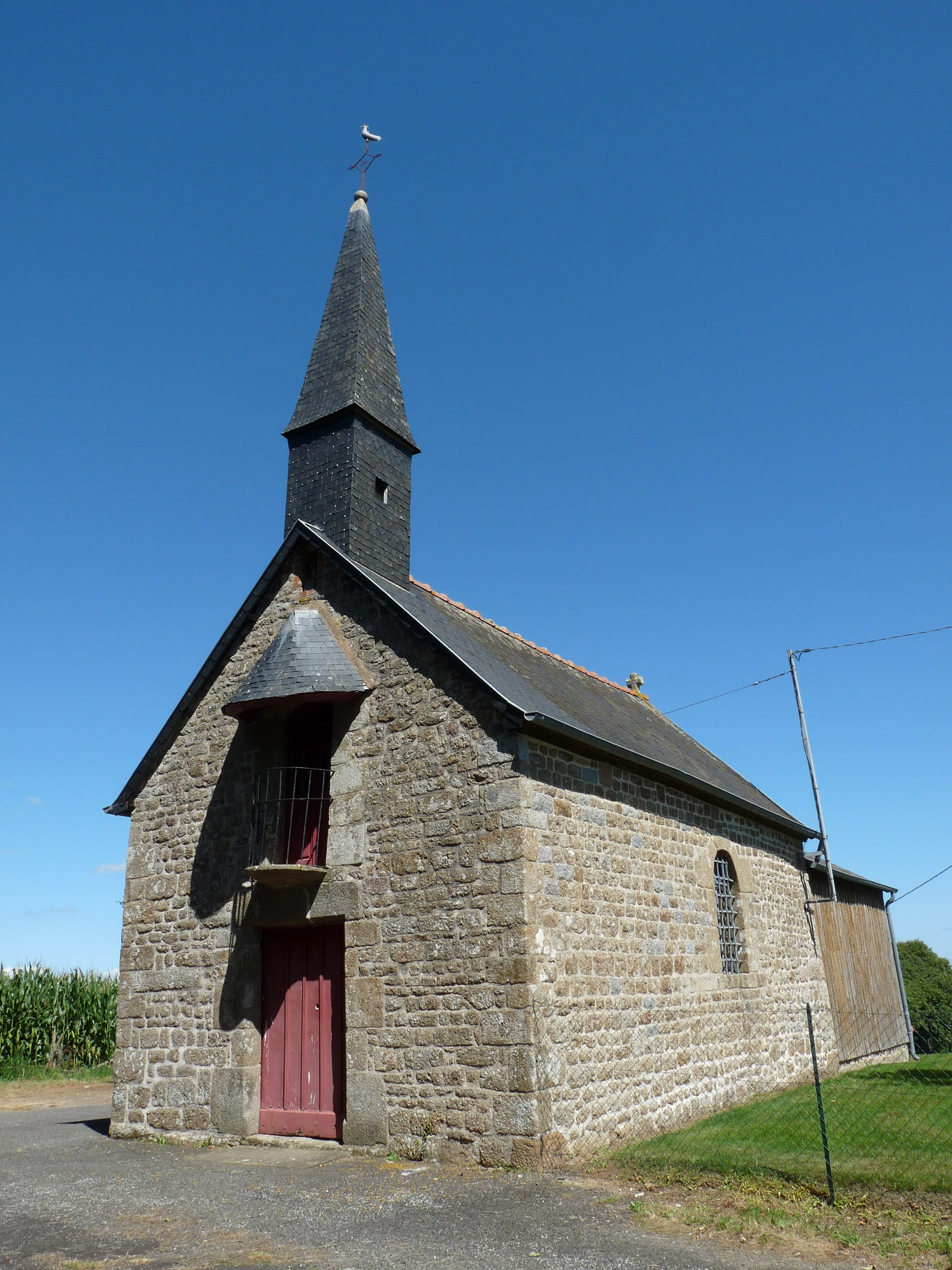
Kapelle Saint-Roch
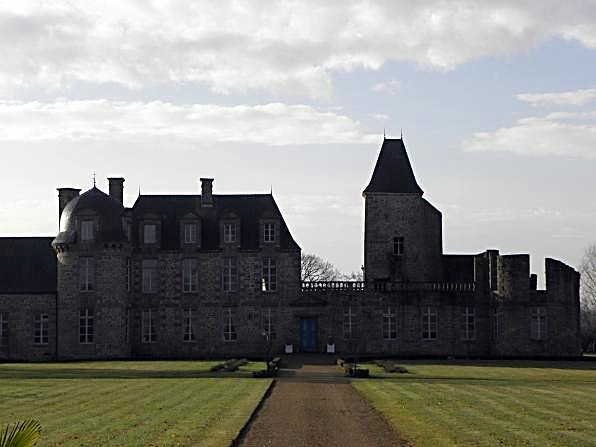
Schloss Le Bois-Guy
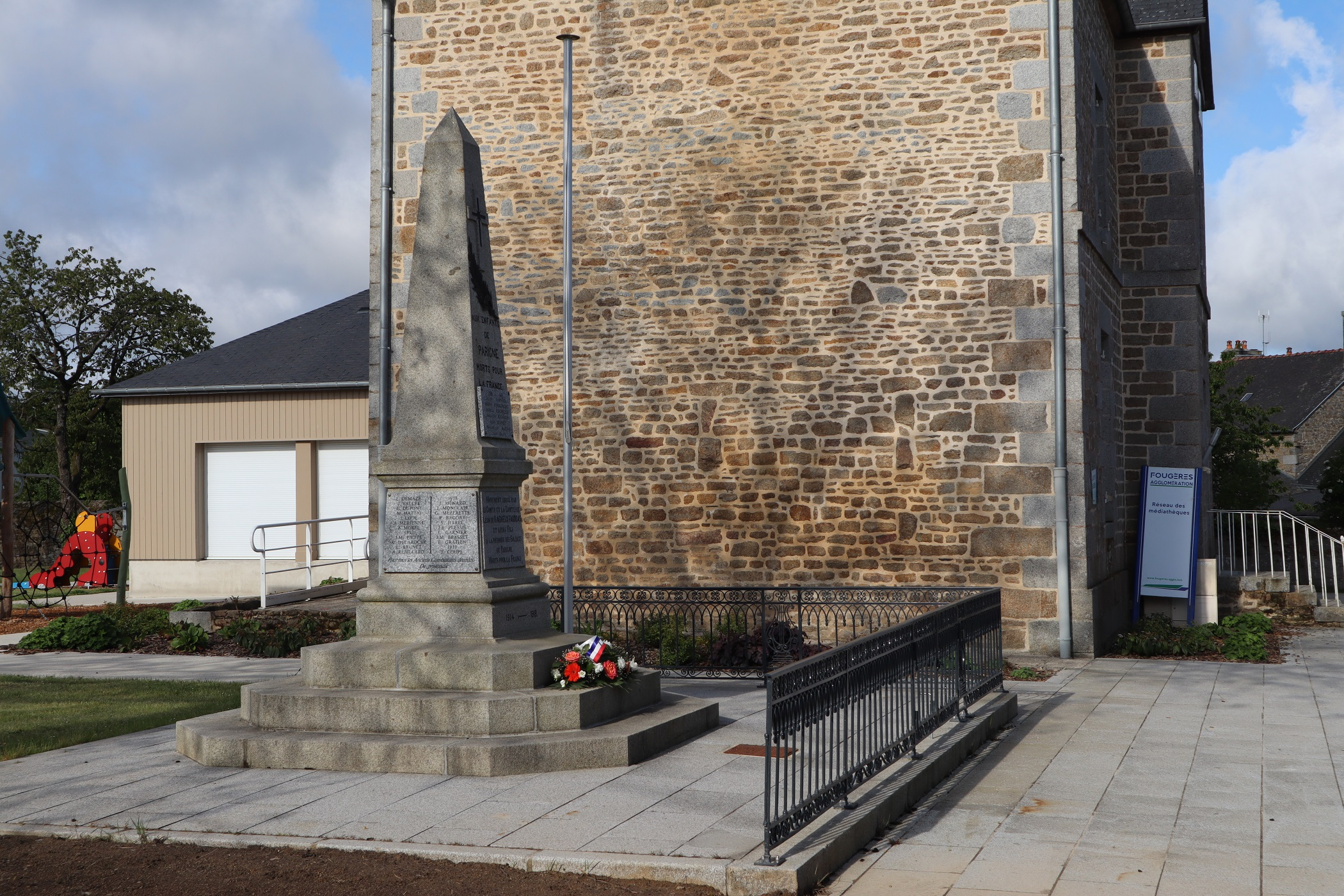
Gefallenendenkmal
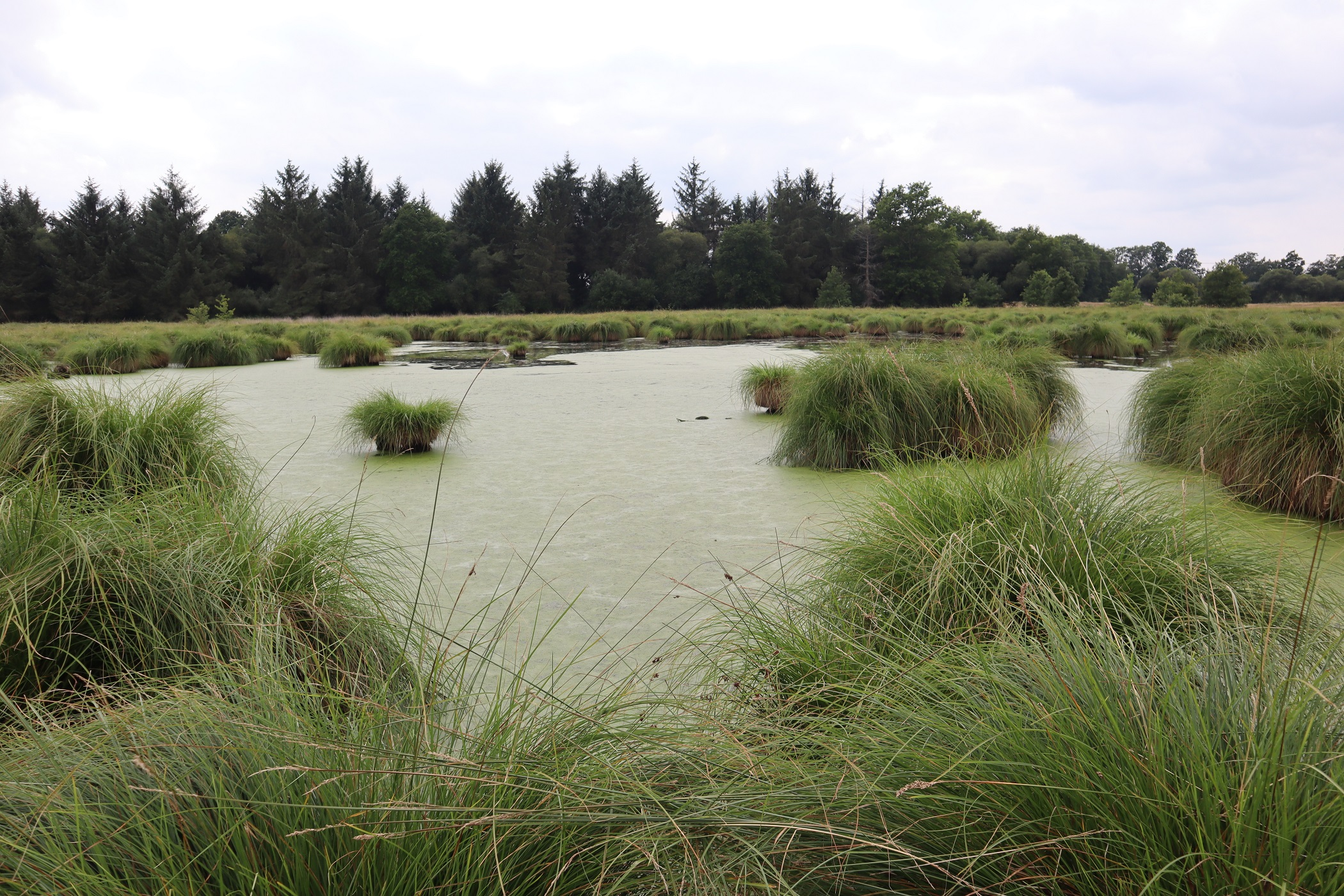
Sumpfgebiet Tourbière de Landemarais